# Красноселька
Красноселька — река в России, протекает в Захаровском районе Рязанской области. Правый приток Пачоги.

## География
Исток реки Красносельки расположен у посёлка Некрасово. Река течёт на запад. Устье реки находится в 3,6 км по правому берегу реки Пачога. Длина реки составляет 11 км.
Вдоль течения реки расположены населённые пункты Некрасово, Нечаевка и Суворовка.

## Данные водного реестра
По данным государственного водного реестра России относится к Окскому бассейновому округу, водохозяйственный участок реки — Ока от города Кашира до города Коломна, без реки Москва, речной подбассейн реки — бассейны притоков Оки до впадения Мокши. Речной бассейн реки — Ока.
Код объекта в государственном водном реестре — 09010101912110000022916.